# 1 Dywizja Narciarska (III Rzesza)
1 Niemiecka Dywizja Narciarska (1. Skijäger-Division) – niemiecka dywizja z okresu II wojny światowej.

## Historia
Jednostka ta sformowana została w czerwcu 1944 na skutek rozwinięcia powstałej jesienią 1943 r. 1. Brygady Narciarskiej (1. Skijäger-Brigade). Przez pierwsze miesiące swojego istnienia dywizja walczyła na froncie wschodnim, w ramach Grupy Armii "Centrum", tocząc walkę w czasie odwrotu na linię Wisły. Później została przesunięta na Słowację, a następnie do południowej Polski, gdzie kolejny raz starła się z Armią Czerwoną. Dywizja poddała się Sowietom w maju 1945 r.

## Dowódcy dywizji
- Generalmajor Martin Berg 5 czerwca 1944 – 2 października 1944
- Generalleutnant Gustav Hundt 2 października 1944 – styczeń 1945
- Generalmajor Hans Steets styczeń 1945 – 1 lutego 1945
- Generalleutnant Gustav Hundt 1 lutego 1945 – 8 maja 1945

## Skład
- Skijäger-Regiment 1 (pułk strzelców)
- Skijäger-Regiment 2 (pułk strzelców)
- Artillerie-Regiment 152 (pułk artylerii)
- Artillerie-Regiment 59, II. Abteilung (batalion artylerii – część 59. Pułku)
- Artillerie-Regiment 65, II. Abteilung (batalion artylerii – część 65. Pułku)
- Panzerjäger-Abteilung 152 (oddział przeciwpancerny)
- Sturmgeschütz-Abteilung 270 (oddział dział szturmowych)
- Ski-Füsilier-Abteilung 1 (oddział fizylierów)
- Schwere-Ski-Abteilung 1 (oddział ciężki)
- Ski-Pionier-Abteilung 85 (oddział saperów)
- Infanterie-Divisions-Nachrichten-Abteilung 152 (służby kartograficzne i żandarmeria)
- Ski Feldersatz Batallion (batalion uzupełneń)
- Kdr. der Div. Nachschubtruppen 152 (sztab)

Schwere-Ski-Abteilung 1 był jedną z najcięższych jednostek Wehrmachtu w sile batalionu, składał się z:
- kompanii 12 ciężkich samobieżnych dział przeciwpancernych i 12 karabinów maszynowych;
- kompanii samobieżnych haubic 150 mm i 7 karabinów maszynowych;
- kompanii samobieżnych dział przeciwlotniczych kalibru 37 mm
- kompanii pancernej wyposażonej w 22 zdobyczne czołgi T-34 (prawdopodobnie wersja z działem 76,2 mm).